# Мэнцзы

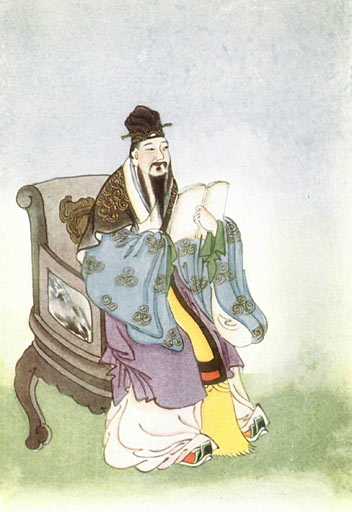
Мэн-цзы

Мэнцзы (кит. упр. 孟子, пиньинь 	Mèngzǐ) — один из канонов конфуцианства.

## Авторство
Большинство синологов сходится на том, что книга составлена учениками и последователями философа Мэн-цзы, жившего в IV—III вв. до н. э. Возможно, в её написании принимал участие и сам Мэн-цзы, однако окончательную редакцию она приобрела к III веку до н. э.

## Состав
В «Ши цзи» упоминается книга «Мэнцзы» из семи глав. В библиографическом разделе «Ханьшу» говорится о трактате «Мэнцзы» из 11 глав. Это разночтение объясняется тем, что существовал ещё один трактат «Мэнцзы» — «Мэнцзы вай шу» («Неканонический Мэнцзы») из четырёх глав, который автор «Ханьшу» причислил к основному тексту «Мэнцзы». Впоследствии эти главы были утеряны, а существующий ныне текст «Мэнцзы вай шу» является подделкой XV века.

## Содержание
Основу текста «Мэнцзы» составляют записи бесед и рассуждений философа Мэн-цзы о политике, морали, философии, образовании, сведения о его деятельности. Одной из отличительных особенностей трактата является полемизм. Мэн-цзы подчеркивает, что его учение призвано противопоставить конфуцианские принципы модным современным доктринам, таким как моизм и янгизм.
По мнению проф. Ю.Пинеса, одним из важных моментов идеологии «Мэнцзы» является оправдание бунта ши 士 по отношению к недобродетельному монарху (盡心上 13.10: 304).

## Комментарии и толкования
Трактату «Мэнцзы» уделялось огромное внимание со стороны конфуцианских учёных. Наиболее авторитетными считаются комментарии Чжао Ци (II век), Чжу Си (XII век; ввёл «Мэнцзы» в ранг конфуцианских канонов и включил в классическое Четверокнижие), Сунь Цифэна (конец XVI—XVII вв.), Дай Чжэня (XVIII век), Цяо Сюня (XVIII — начало XIX вв.), Юань Юаня (XVIII—XIX вв.), Вэй Юаня (XVIII — начало XIX вв.).